# Ștefăneștii de Jos
Ștefăneștii de Jos község és falu Ilfov megyében, Munténiában, Romániában. A hozzá tartozó települések: Crețuleasca valamint Ștefăneștii de Sus. 

## Fekvése
A megye középső részén található, a megyeszékhelytől, Bukaresttől, tizenöt kilométerre északkeletre, a Pasărea folyó partján.

## Története
A 19. század végén Ștefănești-Lipovățul néven, a község Ilfov megye Dâmbovița járásához tartozott és Boldu, Crețulești-Lipovățul, Ștefăneștii de Jos, Ștefăneștii de Sus valamint Ștefănești-Pasărea falvakból állt, összesen 1714 lakossal. A község tulajdonában volt egy iskola Ștefăneștii de Jos faluban és három templom, egy-egy Crețulești-Lipovățul, Ștefăneștii de Jos és Ștefăneștii de Sus falvakban. 
1925-ös évkönyv szerint a község Ilfov megye Pantelimon járásához tartozott és rețuleasca-Lipovățul, Boltași valamint Ștefăneștii de Sus falvakból állt, 1956 lakossal. 
1931-ben a község felvette a Ștefănești nevet. Ekkor Ștefăneștii de Jos, Ștefăneștii de Sus, Crețuleasca és Pasărea-Boltași falvakból tevődött össze.
1950-ben közigazgatási átszervezés alapján, a községet az 1 Mai rajonhoz csatolták, a Bukaresti régión belül.
1968-ban ismét megyerendszert vezettek be az országban, a község az újból létrehozott Ilfov megye része lett. A község ekkor vette fel a Ștefăneștii de Jos nevet valamint ekkor alakultak ki a jelenlegi községi határai is. Pasărea-Boltași elveszítette önálló települési rangját és Ștefăneștii de Sus falu része lett.
1981-ben az Ilfovi Mezőgazdasági Szektor része lett, egészen 1998-ig, amikor ismét létrehozták Ilfov megyét.

## Lakossága
| Nemzetiségek        | 2002 | 2002   |
| ------------------- | ---- | ------ |
| Románok             | 3177 | 76,90% |
| Romák               | 949  | 22,97% |
| Németek             | 2    | 0,04%  |
| Magyarok            | 2    | 0,04%  |
| Egyéb nemzetiségűek | 1    | 0,02%  |
| Összesen            | 4131 | 100,0% |